# Beaver (Arkansas)
Pour les articles homonymes, voir Beaver.
Beaver est une municipalité du comté de Carroll, dans l’État de l’Arkansas aux États-Unis.

## Démographie
| 1960 | 1990 | 2000 | 2010 | - | - |
| ---- | ---- | ---- | ---- | - | - |
| 24   | 57   | 95   | 100  | - | - |